# De otra manera (álbum de Wisin & Yandel)
De otra manera es el tercer álbum de estudio del dúo de reguetón puertorriqueño Wisin & Yandel publicado en noviembre de 2002. Contó con la colaboración de los artistas Alexis & Fido, Divino y Baby Ranks.

## Lista de canciones
| N.º   | Título                                     | Productor(es) | Duración |  |
| 1.    | «La trova»                                 | DJ Blass      | 2:34     |  |
| 2.    | «Algo pasó»                                | DJ Wassie     | 2:19     |  |
| 3.    | «Salgo filoteau» (con Divino y Baby Ranks) | Luny Tunes    | 2:59     |  |
| 4.    | «Reggae Rockeao»                           | DJ Blass      | 1:34     |  |
| 5.    | «Hola»                                     | DJ Blass      | 2:40     |  |
| 6.    | «Abusadora» (Wisin con Fido)               | DJ Wassie     | 2:12     |  |
| 7.    | «Porque me peleas»                         | Luny Tunes    | 2:27     |  |
| 8.    | «Piden perreo» (con Alexis & Fido)         | Luny Tunes    | 3:23     |  |
| 9.    | «Compláceme»                               | Echo          | 3:09     |  |
| 10.   | «No sé»                                    | Luny Tunes    | 2:25     |  |
| 11.   | «Tarzan»                                   | DJ Blass      | 2:25     |  |
| 12.   | «La fanática»                              | DJ Blass      | 3:47     |  |
| 13.   | «Toma perreo»                              | DJ Wassie     | 1:54     |  |
| 14.   | «Sedúceme» (Yandel con Alexis)             | Luny Tunes    | 2:03     |  |
| 15.   | «De otra manera»                           | Echo          | 3:45     |  |
| 39:36 |                                            |               |          |  |